# 金海街道 (上海市)
金海街道，是中华人民共和国上海市奉贤区下辖的一个街道，管辖范围东至金汇港，南至浦南运河，西至S4沪金高速公路，北至西渡街道金港村和益民村村界，是行使奉贤现代农业园区内居民的社会管理职能的行政区划。俗称为“上海之鱼”的金海湖即位于该社区范围内。

## 历史
金海街道辖区原为奉贤现代农业园区，位于原西渡镇的东南部，1996年以县级金汇农业园区名义设立，规划面积1平方千米，项目建设领导小组则于1997年成立。2000年，上海市现代农业园区建设领导小组批准其成为市级农业园区，更名为上海奉贤现代农业园区，当年8月成立奉贤县农业发展有限公司以建设园区。2001年11月，上海奉贤农业园区管理委员会获批成立，园区界限亦变更为东起金汇港、西至上海市工业综合开发区，南抵浦南运河，北临大叶公路，总面积扩大至18.49平方千米，以奉浦大道为界，北部为农产品加工区，南部为城市生态区，共设温室工程、出口蔬菜、生态园艺、良种繁育生产等四个功能区。2012年，在完成政企分设后，农业园区完全转为企业化运作，当地的行政管理则移交挂牌新设的金海社区办事处管辖。2019年12月24日，上海市人民政府批准由南桥镇析置金海街道。

## 行政区划
金海街道下辖以下居委会及村委会：金水苑社区居委会、金水新苑社区居委会、恒盛居委会、恒贤居委会、金水佳苑居委会、金水丽苑居委会、龙潭居委会、少湖居委会、文杏居委会、韩树村村委会、陈谊村村委会、齐贤村村委会、龙潭村村委会、三长村村委会、陈家村村委会、屠家村村委会、丁家村村委会、石家村村委会。